# Kylie Christmas
Kylie Christmas é o primeiro álbum de natal e décimo terceiro álbum de estúdio da cantora australiana Kylie Minogue, lançado em 13 de novembro de 2015 pela gravadora Parlophone Records. O álbum apresenta versões cover de canções de Natal, incluindo material original. Após o lançamento de seu décimo segundo álbum de estúdio, Kiss Me Once (2014), Minogue anunciou sua saída da Parlophone e seu contrato de gestão com a gravadora americana Roc Nation. Minogue assinou um contrato exclusivo de um álbum com a Parlophone para lançar Kylie Christmas, com distribuição pela Warner Music Group em todo o mundo e pela Warner Bros. Records nos Estados Unidos.
Kylie Christmas recebeu análises geralmente mistas dos críticos musicais. Muitos elogiaram a produção do álbum e o material original, enquanto outros criticaram a falta de inovação e entrega de Minogue, junto com os duetos.
Foram lançados três singles do álbum: "Only You", "100 Degrees" e um remix de "Every Day's Like Christmas". Em divulgação ao disco, Minogue fez um show único no Royal Albert Hall, em Londres, em 11 de dezembro. Em 25 de novembro de 2016, Minogue relançou o álbum, intitulado como Snow Queen Edition, que incluiu seis faixas adicionais, incluindo uma colaboração com o cantor britânico Mika. Como forma de promoção, a reedição foi apoiada por mais duas apresentações no Royal Albert Hall.

## Antecedentes e desenvolvimento
Minogue já tinha lançado anteriormente produtos com canções natalinas primeiramente em 2000, com sua gravação de "Santa Baby", que apareceu como um lado B de seu single lançado em dezembro de 2000, "Please Stay", e sua gravação de "Let It Snow", em 2010, o qual apareceu nos dois extended plays (EP) natalinos da intérprete, A Kylie Christmas e A Christmas Gift.
Em entrevista para à Idolator, Minogue declarou: "Eu sempre pensei que faria um álbum de Natal, era só uma questão de tempo... Eu mencionei isso para algumas pessoas da minha equipe e elas estavam dizendo, 'O que você quer fazer pelo resto do ano? O que você quer fazer depois?' Eu disse, 'Estou pensando em um álbum de Natal, na verdade.' Parte disso vem do último Natal." Minogue disse que passou o Natal em Los Angeles, Califórnia, em 2014, e sua amiga sugeriu gravar um álbum de Natal; "Eles simplesmente presumiram que eu tinha feito um, e quando eu disse que não tinha feito um álbum inteiro, eles simplesmente começaram, 'Você tem que fazer isso. Seria incrível. Nós só queremos ver suas roupinhas.'"
Em julho de 2015, o guitarrista e produtor americano Nile Rodgers e a irmã de artista, Dannii Minogue, foram relatados sobre estarem trabalhando no álbum, enquanto o The Sun alegou que ela havia gravado "metade do álbum". Em setembro de 2015, foi revelado que Minogue faria um dueto com James Corden em uma música.
No começo de outubro de 2015, Minogue anunciou o lançamento de Kylie Christmas. A capa do álbum e a lista de faixas foi revelado no mesmo dia, e também foi anunciado que Iggy Pop estaria fazendo uma participação no projeto. Kylie Christmas foi gravado no Angel Studios e Sarm Music Village, e apresenta uma mistura de ambas as canções de Natal clássicas e novo material original.

## Composição
Kylie Christmas é um álbum de música natalina com elementos de EDM, pop e disco. Minogue foi a produtora executiva do álbum e convocou Steve Anderson, Ash Howes, Richard "Biff" Stannard, Charles Pignone, Matt Prime e Stargate para produzir as faixas. Este é seu segundo álbum como produtora executiva; sendo a primeira vez em 2014 ao lado da cantora australiana Sia, em seu décimo segundo álbum de estúdio Kiss Me Once. O álbum padrão consiste em dez covers e três faixas originais; Minogue coescreveu "White December" e "Christmas Isn't Christmas 'Til You Get Here". A terceira música original, "Every Day's Like Christmas", foi escrita pelo vocalista da banda britânica de rock alternativo Coldplay, Chris Martin (com Stargate), e contou com vocais de fundo fornecidos por ele. A edição deluxe traz três novas faixas originais: "Oh Santa", "100 Degrees" e "Cried Out Christmas", coescritas por Minogue. Minogue revelou que pediu a amigos e colegas que selecionassem suas músicas favoritas das sessões de gravação.
Várias faixas foram gravadas com instrumentação ao vivo; "Winter Wonderland" e "Let It Snow" foram descritas como tendo "estilo Vegas, com instrumentos de sopro, cordas e muito sentimentalismo". "Every Day's Like Christmas" foi descrita como uma "balada pop moderna", enquanto "White December" e "Christmas Isn't Christmas Until You Get Here" são músicas inspiradas em grupos femininos. "Only You", apesar de não ser uma canção de Natal, foi descrita como uma balada "doce" e "terna", enquanto "It's the Most Wonderful Time of the Year", "Have Yourself a Merry Little Christmas", "Santa Baby", "Let It Snow", "Winter Wonderland" e "Santa Claus Is Coming to Town" (um dueto com o artista americano Frank Sinatra) foram descritas como "favoritas festivas da velha escola e alegres". As faixas "Santa Baby" e "Let It Snow" foram gravadas originalmente em 2000 e 2010, respectivamente; "Let It Snow" foi regravada para o álbum, enquanto a gravação de 2000 de "Santa Baby", embora tenha aparecido em vários álbuns de Natal de vários artistas ao longo dos anos, nunca foi incluída em nenhum álbum de Kylie Minogue até então.

## Lançamento e formato
Em outubro de 2015, Minogue anunciou o lançamento do álbum. Kylie Christmas foi lançado em 13 de novembro de 2015 como um pacote de CD e DVD, enquanto uma edição limitada em vinil branco foi lançada em 27 de novembro. O álbum deluxe consiste em dezesseis faixas, enquanto as edições de download digital e vinil apresentam treze faixas; o DVD inclui seis videoclipes. O álbum deluxe apresenta uma fita dourada na capa.

### Snow Queen Edition
Em novembro de 2016, Minogue relançou o álbum, intitulado como Snow Queen Edition. Lançado um ano após a versão original, o álbum apresenta seis faixas inéditas, incluindo uma parceria com o cantor Mika e covers de Coldplay e East 17. Minogue anunciou o relançamento em 2 de novembro de 2016. A capa do álbum e a lista de faixas foram reveladas no mesmo dia. Em 4 de novembro de 2016, o álbum foi disponibilizado para pré-encomenda em todo o mundo pelo site oficial de Minogue, oferecendo diferentes opções de compra. Foi lançado mundialmente como CD e download digital em 25 de novembro de 2016.

## Promoção

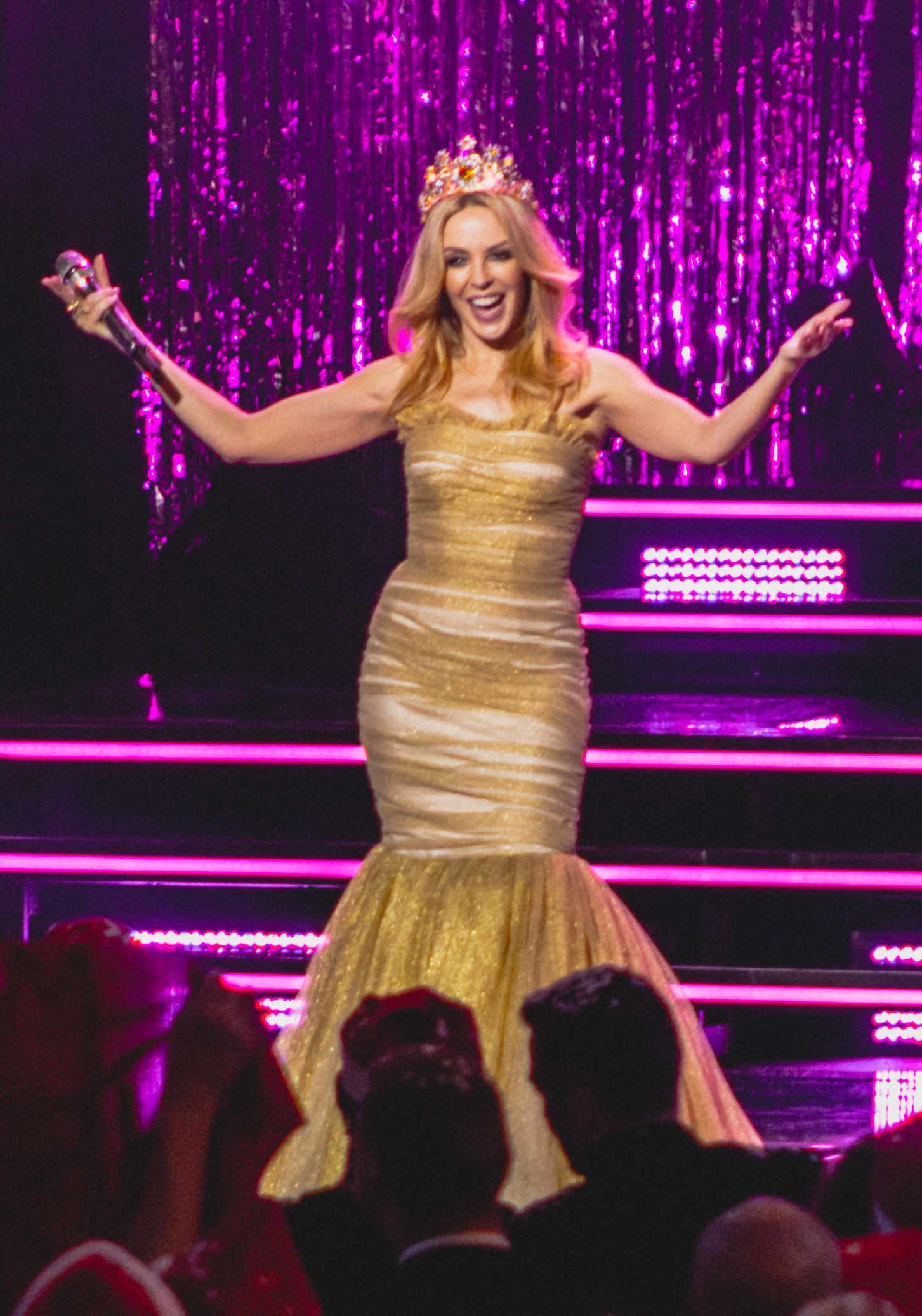
Minogue performando em um dos concertos feitos no Royal Albert Hall, no final de 2015.

Minogue confirmou que se apresentaria no The X Factor Austrália em 24 de novembro na Austrália, cantando "100 Degrees" ao lado de Dannii. Esta foi a primeira apresentação televisionada da dupla em 27 anos, e a primeira apresentação juntas desde a apresentação ao vivo de "Kids" na Showgirl: The Homecoming Tour de Minogue em 2006. Em 8 de dezembro, Minogue cantou "It's the Most Wonderful Time of the Year" no Royal Variety Performance. Minogue promoveu o álbum com uma apresentação de uma única noite no Royal Albert Hall em 11 de dezembro. Minogue comentou sobre a revelação: "Tocar no Royal Albert Hall será um sonho que se tornará realidade. Mal posso esperar pelo dia 11 de dezembro para compartilhar uma noite de alegria e celebração com todos." O show esgotou após seu anúncio. Em 13 de dezembro, Minogue cantou "I'm Gonna Be Warm This Winter" no Strictly Come Dancing.
Para promover Kylie Christmas: Snow Queen Edition, Minogue fez aparições na televisão e apresentações. A apresentação foi promovida ainda por dois shows no Royal Albert Hall, em Londres, como parte da série de shows A Kylie Christmas, em dezembro de 2016.
O cover de Minogue de "Everybody's Free (To Feel Good)", de Rozalla, foi usado em um comercial de TV de Natal da rede de farmácias britânica Boots. Para promover o álbum na Europa, Minogue cantou "Night Fever" no programa francês Quotidien. Em 6 de dezembro, Minogue cantou "At Christmas", "Can't Get You Out of My Head" e "Wonderful Christmastime" com Mika no Stasera Casa Mika. O álbum também foi apoiado por duas apresentações em 9 e 10 de dezembro de 2016, no Royal Albert Hall, em Londres, como parte de sua série de concertos A Kylie Christmas. Em 10 de dezembro, uma apresentação de "At Christmas" foi ao ar no The Jonathan Ross Show e em 11 de dezembro ela apresentou "Everybody's Free (To Feel Good)" na final do The X Factor britânico. Em 16 de dezembro, Minogue apresentou "Night Fever" no Danse avec les stars, transmitido na França.
"At Christmas" foi lançado como o primeiro single do relançamento do álbum. Foi anunciado em 4 de novembro de 2016, quando o álbum foi disponibilizado para pré-encomenda pelo site oficial de Minogue. O single estreou em 22 de novembro no programa de rádio britânico The Chris Evans Breakfast Show na BBC Radio 2. "Wonderful Christmastime", com participação do cantor britânico Mika, foi lançado como o segundo single em 9 de dezembro posterior nas rádios mainstream italianas.

## Recepção critica
| Críticas profissionais | Críticas profissionais |
| Pontuações agregadas   | Pontuações agregadas   |
| Fonte                  | Avaliação              |
| ---------------------- | ---------------------- |
| AnyDecentMusic?        | 5.0/10                 |
| Metacritic             | 55/100                 |
| Avaliações da crítica  |                        |
| Fonte                  | Avaliação              |
| AllMusic               | [ 21 ]                 |
| Herald Sun             | [ 22 ]                 |
| Rolling Stone          | [ 53 ]                 |
| Slant Magazine         | [ 1 ]                  |
| The Guardian           | [ 54 ]                 |
| The Independent        | [ 55 ]                 |
| The Irish Times        | [ 56 ]                 |

Kylie Christmas recebeu críticas mistas dos críticos musicais. No site agregador de críticas Metacritic, que estabelece uma média de até cem pontos com base nas avaliações de críticos tradicionais, o álbum recebeu uma pontuação média de 55, que foram baseados em 7 resenhas recolhidas, o que indica "críticas mistas ou médias". O site agregador de resenhas AnyDecentMusic? atendeu 10 avaliações e deu ao álbum uma classificação de 5,0 de 10, com base na avaliação do consenso crítico. Tim Sendra, do AllMusic, concedeu ao álbum três estrelas de cinco, e declarou "Ela e sua equipe fazem isso direito, fornecendo uma seleção variada e diversa de faixas e climas", e destacou "Christmas Wrapping", "I'm Gonna Be Warm This Christmas" e "White December" como as melhores faixas do álbum. Ele concluiu "Ao longo do álbum, Kylie parece muito animada, alegre até, e há espírito natalino suficiente em oferta para ajudar até o cliente mais mal-humorado a passar a temporada com o mínimo de farsa." Os colaboradores do Herald Sun, Cameron Adams, Mike Cahill e Cyclone Wehner, deram ao álbum três estrelas e meia de cinco, elogiando as habilidades de produção de Anderson e disseram que "as impressões digitais exuberantes de Anderson estavam por todo o álbum de sucessos orquestrais Abbey Road alguns anos atrás e ele era claramente o homem para este álbum de Natal". Sal Cinquemani, da Slant, revisou o material vazado e concedeu a ele três estrelas de cinco. Cinquemani elogiou o material original, destacando "Every Day's Like Christmas" como a melhor faixa, e elogiou a mistura do álbum de música natalina com a disco music e música eletrônica. No entanto, ele criticou a "falta de magia" de Minogue e concluiu que "isso não quer dizer que um álbum de músicas natalinas com infusão de disco ou EDM não seria previsível à sua maneira, mas para uma estrela pop progressiva destemida, o amoroso e emocionante Kylie Christmas parece uma oportunidade perdida de inovar um gênero desgastado".
No entanto, Andy Gill, do The Independent, concedeu ao álbum duas estrelas. Ele criticou a falta de entrega criativa de Minogue, afirmando "Mas eles estão decepcionados com a falta de caráter na entrega de Kylie, mais notavelmente em 'Santa Claus Is Coming to Town', um dueto póstumo com Frank Sinatra, onde sua maneira fácil e relaxada está em nítido contraste com o desconforto dela." Ele elogiou a diversidade musical das faixas, destacando "Let It Snow", "Winter Wonderland" e "Every Day's Like Christmas", e destacou "White December", "Cried Out Christmas" e "Christmas Wrapping" como as melhores faixas. Lauren Murphy, do The Irish Times, argumentou sobre a relevância do álbum, afirmando: "Já ouvimos tudo isso antes, então realmente precisamos de outra estrela pop fazendo outro álbum de Natal padrão com uma pitada de queijo festivo? Para ser justa, Kylie Minogue está melhor posicionada do que a maioria para fazer um álbum desses, dada sua longevidade no ramo." Murphy concluiu: "'2.000 Miles' é uma das poucas graças salvadoras de mais um álbum não essencial que não afetará em nada sua diversão na época festiva." Várias publicações mencionaram o álbum em seus lançamentos esperados para 2015, incluindo Unrealitytv.co.uk.
Em 2022, a Billboard listou Kylie Christmas como o 7º Melhor Álbum de Natal do Século XXI.

## Alinhamento de faixas
| Kylie Christmas — Edição padrão |                                                     |                                                |                          |         |  |
| N.º                             | Título                                              | Compositor(es)                                 | Produtor(es)             | Duração |  |
| 1.                              | "It's the Most Wonderful Time of the Year"          | Edward Pola George Wyle                        | Steve Anderson           | 2:44    |  |
| 2.                              | "Santa Claus Is Coming to Town" (com Frank Sinatra) | John Frederick Coots Haven Gillespie           | Charles Pignone Anderson | 2:15    |  |
| 3.                              | "Winter Wonderland"                                 | Felix Bernard Richard B. Smith                 | Anderson                 | 1:53    |  |
| 4.                              | "Christmas Wrapping" (com Iggy Pop)                 | Chris Butler                                   | Anderson                 | 5:05    |  |
| 5.                              | "Only You" (com James Corden)                       | Vincent Clarke                                 | Anderson                 | 3:05    |  |
| 6.                              | "I'm Gonna Be Warm This Winter"                     | Hank Hunter Mark Barkan                        | Anderson                 | 2:29    |  |
| 7.                              | "Every Day's Like Christmas"                        | Mikkel Eriksen Tor Erik Hermansen Chris Martin | Stargate Anderson [a]    | 4:12    |  |
| 8.                              | "Let It Snow"                                       | Sammy Cahn Jule Styne                          | Anderson                 | 1:56    |  |
| 9.                              | "White December"                                    | Kylie Minogue Karen Poole Matt Prime           | Prime                    | 3:07    |  |
| 10.                             | "2000 Miles"                                        | Chrissie Hynde                                 | Anderson                 | 3:34    |  |
| 11.                             | "Santa Baby"                                        | Joan Javits Philip Springer Tony Springer      | Chong Lim Anderson       | 3:22    |  |
| 12.                             | "Christmas Isn't Christmas 'Til You Get Here"       | Minogue Poole Anderson                         | Anderson                 | 3:03    |  |
| 13.                             | "Have Yourself a Merry Little Christmas"            | Hugh Martin Ralph Blane                        | Anderson                 | 3:22    |  |
| Duração total:                  | Duração total:                                      | Duração total:                                 | Duração total:           | 40:07   |  |

| Kylie Christmas — Faixas bônus da edição deluxe |                                    |                                             |                         |         |  |
| N.º                                             | Título                             | Compositor(es)                              | Produtor(es)            | Duração |  |
| 14.                                             | "Oh Santa"                         | Minogue Ash Howes Richard Stannard Anderson | Howes Stannard Anderson | 2:38    |  |
| 15.                                             | "100 Degrees" (com Dannii Minogue) | Minogue Howes Stannard Anderson             | Howes Stannard Anderson | 4:31    |  |
| 16.                                             | "Cried Out Christmas"              | Minogue Poole Prime                         | Prime                   | 3:44    |  |
| Duração total:                                  | Duração total:                     | Duração total:                              | Duração total:          | 51:00   |  |

| Kylie Christmas — Bônus da edição deluxe em DVD |                                               |         |  |
| N.º                                             | Título                                        | Duração |  |
| 1.                                              | "It's the Most Wonderful Time of the Year"    | 2:44    |  |
| 2.                                              | "2000 Miles"                                  | 3:35    |  |
| 3.                                              | "Christmas Isn't Christmas 'Til You Get Here" | 3:04    |  |
| 4.                                              | "100 Degrees" (com Dannii Minogue)            | 4:31    |  |
| 5.                                              | "I'm Gonna Be Warm This Winter"               | 2:29    |  |
| 6.                                              | "Oh Santa"                                    | 2:37    |  |
| Duração total:                                  | Duração total:                                | 19:00   |  |

Notas
- ↑[a]  significa um produtor vocal.

## Desempenho comercial
Na Austrália, as expectativas do meio da semana colocavam o álbum entre os dez primeiros. Mais tarde, estreou na 7ª posição, tornando-se o décimo quinto álbum de estúdio de Minogue no top 10 no país.
No Reino Unido, a parada de meio de semana colocou Kylie Christmas na sexta posição, o que tornaria este seu décimo primeiro álbum de estúdio a ficar no top dez. No entanto, no final de semana de 19 de novembro de 2015, o álbum estreou na 12ª posição na principal parada de álbuns do país. Este se tornou o primeiro álbum de Minogue a não chegar ao top dez desde seu álbum de estúdio de 1991, Let's Get to It, que alcançou a posição quinze.
Mais tarde, foi certificado como ouro pela British Phonographic Industry (BPI), o que significa que vendeu mais que seu álbum de estúdio anterior, Kiss Me Once (2014).
| País — Tabela musical (2015)                  | Melhor posição |
| --------------------------------------------- | -------------- |
| Alemanha (Offizielle Deutsche Charts)         | 34             |
| Austrália (ARIA)                              | 7              |
| Áustria (Ö3 Austria Top 40)                   | 46             |
| Bélgica (Ultratop Flandres)                   | 23             |
| Bélgica (Ultratop Valônia)                    | 53             |
| Estados Unidos (Billboard 200)                | 184            |
| Coreia do Sul (Gaon)                          | 71             |
| Coreia do Sul (Gaon (Internacional))          | 14             |
| Estados Unidos (Billboard Top Holiday Albums) | 13             |
| Escócia (Official Scottish Albums)            | 13             |
| Espanha (PROMUSICAE)                          | 31             |
| França (SNEP)                                 | 76             |
| Grécia (IFPI Greece)                          | 34             |
| Hungria (MAHASZ)                              | 8              |
| Irlanda (IRMA)                                | 14             |
| Itália (FIMI)                                 | 59             |
| Japão (Oricon)                                | 171            |
| Nova Zelândia (RMNZ)                          | 37             |
| Países Baixos (Dutch Charts)                  | 41             |
| Reino Unido (Official Albums Chart)           | 12             |
| Reino Unido (UK Digital Albums)               | 7              |
| República Tcheca (ČNS IFPI)                   | 18             |
| Suécia (Sverigetopplistan)                    | 39             |
| Suíça (Schweizer Hitparade)                   | 51             |

| País — Tabela musical (2016)        | Melhor posição |
| ----------------------------------- | -------------- |
| Austrália (ARIA)                    | 30             |
| Bélgica (Ultratop Flandres)         | 106            |
| Bélgica (Ultratop Valônia)          | 88             |
| Escócia (Official Scottish Albums)  | 42             |
| França (SNEP)                       | 179            |
| Irlanda (IRMA)                      | 11             |
| Países Baixos (Dutch Charts)        | 64             |
| Reino Unido (Official Albums Chart) | 41             |
| Reino Unido (UK Digital Albums)     | 31             |

| País — Tabela musical (2015)  | Posição |
| ----------------------------- | ------- |
| Austrália (ARIA)              | 38      |
| Austrália (ARIA)              | 11      |
| Hungria (MAHASZ)              | 27      |
| Reino Unido (UK Albums Chart) | 61      |

| Região                                         | Certificação | Vendas  |
| ---------------------------------------------- | ------------ | ------- |
| Hungria (MAHASZ)                               | Ouro         | 1, 000^ |
| Reino Unido (BPI)                              | Ouro         | 160,000 |
| ^distribuições baseadas apenas na certificação |              |         |

## Histórico de lançamento
| País           | Data                   | Formato(s)                      |
| -------------- | ---------------------- | ------------------------------- |
| Reino Unido    | 13 de novembro de 2015 | CD+DVD, download digital, vinil |
| França         | 13 de novembro de 2015 | CD+DVD, download digital        |
| Estados Unidos | 13 de novembro de 2015 | CD+DVD, download digital        |
| Brasil         | 13 de novembro de 2015 | Download digital                |
| Austrália      | 13 de novembro de 2015 | Download digital                |
| Japão          | 13 de novembro de 2015 | Download digital                |
| Argentina      | 13 de novembro de 2015 | Download digital                |
| México         | 13 de novembro de 2015 | Download digital                |
| Itália         | 13 de novembro de 2015 | CD, download digital, vinil     |
| Alemanha       | 13 de novembro de 2015 | CD, download digital            |